# Eichberg (Jerichower Land)
Der Eichberg oder auch Osterberg ist mit 68 m ü. NHN die höchste Erhebung im Norden des Landkreises Jerichower Land.

## Lage und Umgebung
Der Berg liegt im nordöstlichen Teil des Landkreises Jerichower Land östlich der Ortschaft Schlagenthin. Seine flache Bergkuppe ist komplett bewaldet.

## Geologie
Der Eichberg ist Teil der Lissaer Endmoräne, die von Sandau im Norden, über Brandenburg bis nach Luckenwalde verläuft.
Das Gebiet im Elb-Havel-Winkel ist bekannt für die alten Durchbrüche von der Elbe hin zur Havel.
Diese Durchbrüche, die erst erfolgen konnten, als das Eis die vordere Endmoränenstaffel verlassen hatte, bewirkten deren Zerstückelung. Von den alten Restinseln von glazialem Diluvium sind so nur noch als Endmoränenzeugen der Vehlensche Berg bei Vehlen, der Eichberg bei Schlagenthin, ferner der Endmoränenbogen bei Leopoldsberg und die Kattenberge, der Pappert- und Marienberg bei Klein Buckow erhalten. Im Bereich dieser zerstörten Diluviallandschaft ist Vor- wie Hinterland der Endmoränen einförmig von Talsand bedeckt.

## Wappen der Ortschaft Schlagenthin

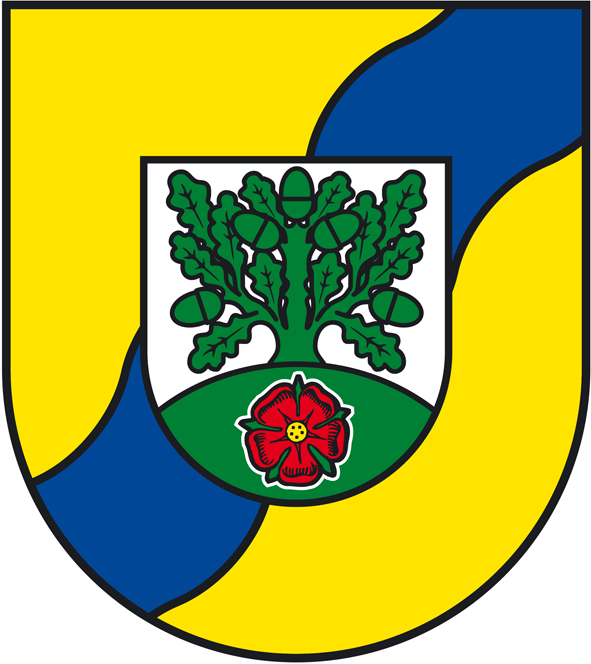
Wappen der Ortschaft Schlagenthin

Der Eichberg befindet sich auf dem Wappen der Ortschaft Schlagenthin. Darauf ist ein grüner Berg zu sehen, auf dem eine Eiche steht.

## Parkanlage und Mausoleum
Die Parkanlage am Eichberg in Schlagenthin war einst Teil des Gutsbesitzes der Familie von Arnim und diente als repräsentative Grünanlage des nahegelegenen Schlosses. Auf dem Eichberg befand sich ein Mausoleum, in dem Mitglieder der Familie von Arnim bestattet wurden, darunter Elisabeth und Harry von Arnim. Das Mausoleum wurde um 1957 abgerissen.

## Forsthaus und Weinmeisterei
Neben dem Eichberg befanden sich zudem mehrere Wirtschaftsgebäude, von denen einige bis heute erhalten geblieben sind. Dazu zählte unter anderem eine Weinmeisterei, was auf den einstigen Weinanbau am Eichberg sowie eine Kelterei hindeutet. Ebenso war am Eichberg ein Forsthaus mit angrenzenden Stallungen angesiedelt, das der Bewirtschaftung der umliegenden Waldflächen diente. Die ehemaligen Wirtschaftsgebäude werden heute als privater Wohnraum sowie als Reiterhof.

## Sage vom Eichberg
Im nördlichen Elb-Havel-Winkel in den Kamernschen / Rehberger Bergen, genauer gesagt auf dem nach ihr benannten Harkenberg lebte die Schutz- und Naturgöttin Frau Harke. Als die Menschen in Schlagenthin eine Kirche bauten und dazu Holz aus den umliegenden Wäldern schlugen, erzürnte dies Frau Harke sehr. Erbost über die Zerstörung der Natur packte sie ihre Schürze voller Sand und flog nach Schlagenthin um Dorf und Kirche unter diesem zu begraben. Kurz bevor sie jedoch das Dorf erreichte zerriss ihre Schürze und der Sand viel zu Boden und bildete  den Eichberg.

## Osterberglauf
Der Schlagenthiner Osterberglauf ist ein Crosslauf, der seit 1982 jährlich am Karsamstag durch den „Lauf- und Triathlonverein Genthin“ ausgetragen wird. Dabei müssen die Teilnehmer wenigstens einmal den 68 Meter hohen Eichberg überwinden. Neben den 12 km und 6 km langen Hauptläufen gibt es für Kinder und Jugendliche auch Strecken über 1 km und 2 km, sowie einen Bambinilauf (ca. 200 m).